# Radźma

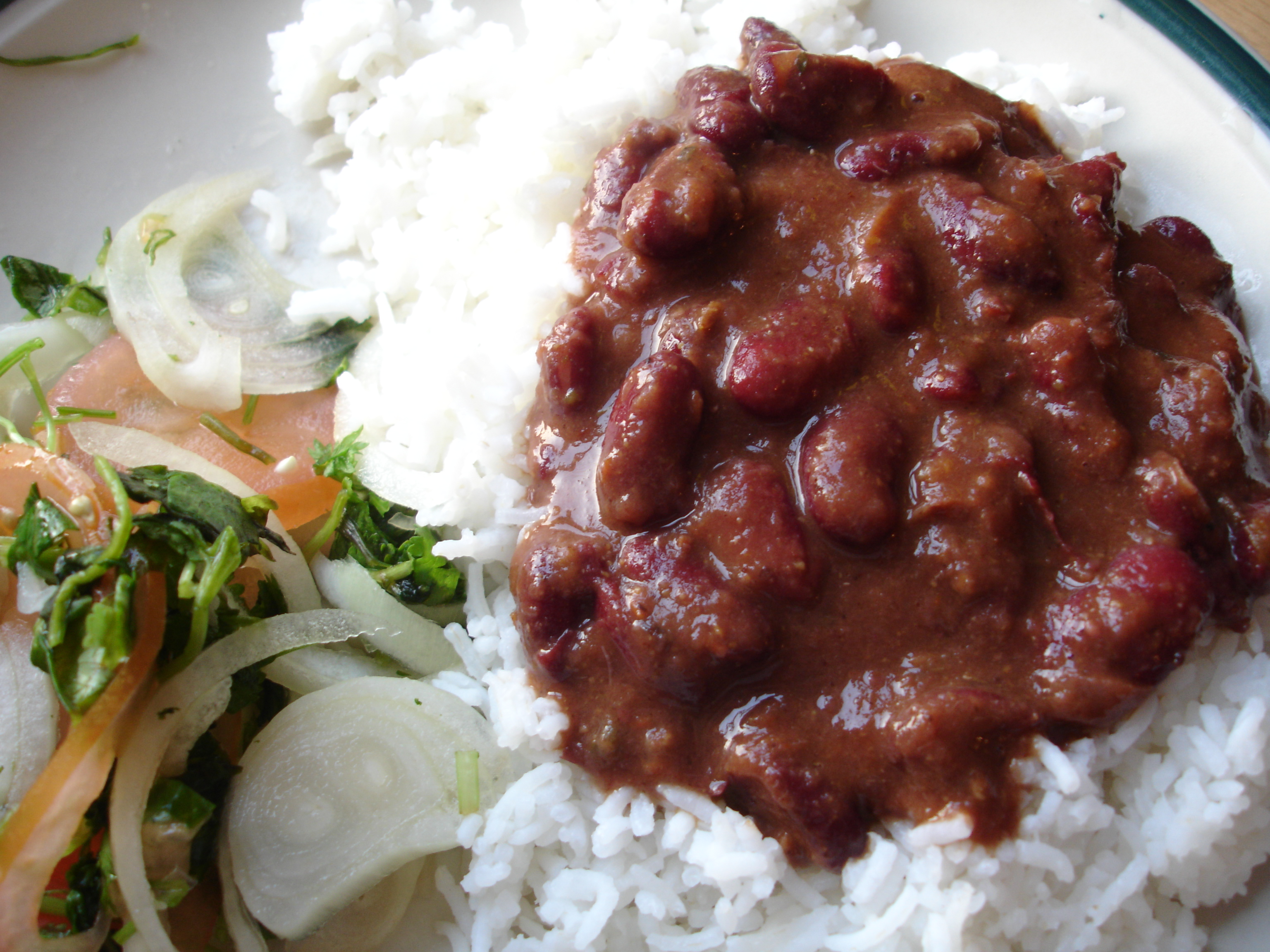
Radźma z ryżem

Radźma, ang. rajma – popularne danie kuchni pendżabskiej. Podstawowym składnikiem jest odmiana fasoli o tej samej nazwie, podana w mocno doprawionym sosie, najczęściej spożywana wraz z ćapati.